# Condado de Monongalia (Virginia Occidental)
El condado de Monongalia (en inglés: Monongalia County), fundado en 1776, es uno de los 55 condados del estado estadounidense de Virginia Occidental. En el año 2000 tenía una población de 81.866 habitantes con una densidad poblacional de 88 personas por km². La sede del condado es Morgantown.

## Geografía
Según la Oficina del Censo, el condado tiene un área total de 948 km² (366 mi²), de la cual 935 km² (361 mi²) es tierra y 13 km² (5 mi²) (1.29%) es agua.

### Condados adyacentes
- Condado de Greene - norte
- Condado de Fayette - noreste
- Condado de Preston - este
- Condado de Taylor - sureste
- Condado de Marion - sur
- Condado de Wetzel - oeste

### Carreteras
- Interestatal 68
- Interestatal 79
- U.S. Highway 19
- U.S. Highway 119
- Ruta de Virginia Occidental 7

## Demografía
En el 2000 la renta per cápita promedia del condado era de $28 625, y el ingreso promedio para una familia era de $43 628. En 2000 los hombres tenían un ingreso per cápita de $33 113 versus $23 828 para las mujeres. El ingreso per cápita para el condado era de $17 106. Alrededor del 22,80% de la población estaba bajo el umbral de pobreza nacional.

## Localidades

### Ciudades
- Morgantown
- Westover

### Pueblos
- Blacksville
- Granville
- Star City

### Lugares designados por el censo
- Brookhaven
- Cassville
- Cheat Lake

### Comunidades no incorporadas
| - Arnettsville - Baker Ridge - Behler - Bertha Hill - Booth - Bowlby - Brewer Hill - Browns Chapel - Bula - Canyon - Cheat Neck - Chestnut Ridge - Clinton Furnace - Core - Crossroads - Crown - Daybrook - Dellslow - Delmar | - Easton - Edna - Everettsville - Fieldcrest - Flaggy Meadow - Fort Grand - Fort Martin - Georgetown - Greer - Greystone - Gum Spring - Hagans - Halleck - Harmony Grove - Hilderbrand - Hoard - Hog Eye - Holman - Hunting Hills | - Jaco - Jakes Run - Jere - Kimberly - Klondike - Laurel Point - Little Falls - Lowsville - Macdale - Maidsville - Maple - McCurdyville - McMellin - Miracle Run - Mooresville - Morgan Heights - National - New Hill | - Opekiska - Osage - Osgood - Pedlar - Pentress - Pierpont - Pioneer Rocks - Price - Price Hill - Pursglove - Ragtown - Randall - Richard - Ridgedale - Ringgold - Rock Forge - Rosedale - Sabraton | - Saint Cloud - Saint Leo - Sandy - Smithtown - Stewartstown - Suncrest Lake - Sunset Beach - Sturgisson - The Mileground - Triune - Tyrone - Uffington - Van Voorhis - Wadestown - Wana - West Sabraton - West Van Voorhis - Worley |